# Ofensiva Nipru-Carpați
Ofensiva Nipru-Carpați a fost o operațiune militară sovietică din Al Doilea Război Mondial, împotriva puterilor Axei. În urma acesteia, Armata Roșie a reocupat mare parte din RSS Ucraineană. România a pierdut Guvernământul Transnistriei și părți din Guvernământul Basarabiei și Guvernământul Bucovinei.